# Großdietmanns
Großdietmanns – gmina targowa w Austrii, w kraju związkowym Dolna Austria, w powiecie Gmünd, w rejonie Waldviertel. Według Austriackiego Urzędu Statystycznego liczyła 2 283 mieszkańców (1 stycznia 2014).